# Западное Средиземноморье в древнегреческой мифологии

## Германия
- Алки. Братья-близнецы в германской мифологии, их роща у наганарвалов[1].
- Геракл. Некое германское божество[2]. Видимо, Донар[3].
- Манн. Сын Туистона, германский бог, прародитель германцев. От его трех сыновей произошли ингевоны, гермионы и истевоны. Однако некоторые утверждают, что сыновей было больше, откуда марсы, гамбривии, свебы, вандилии и другие[4].
- Нерта. Богиня земли и плодородия у германцев[5].
- '''Танфана'''[англ.]. Богиня германцев, её святилище у марсов[6].
- Туистон. (Туискон.) Двуполое божество германцев, порожденное землей[4].

## Иберия
- Аргантоний[7]. Полумифический царь Тартесса[8]. Прожил 150 лет[9]. См. Аппиан. Римская история VI 2. А по иным данным[10] 120 лет.
- Габис, царь Тартесса.
- Гаргорис, древнейший царь куретов, поселившихся в Тартессии. Открыл способ добывания меда. Его дочь родила внука Габиса от прелюбодеяния, он пытался несколькими способами уничтожить младенца, но неудачно. Позднее он назначил его своим преемником[11].
- Герион, царь Тартесса.
- Евритион (пастух).
- Ладон (дракон).
- Кевтоним. Отец Менета, пастуха Аида[12].
- Менет. Сын Кевтонима. Пастух коров Аида. Рассказал Гериону о приходе Геракла. В Аиде вызвал Геракла на единоборство, но Геракл переломал ему ребра, однако отпустил[13]. Предположительно упомянут у Стесихора[14].
- Орфр.
- Хрисаор, царь Тартесса.
- Эрифия, дочь Гериона. Родила от Гермеса Норакса[15]. Убита Гераклом[16].

Топонимы:
- Абант. Гора в Эритее[17].
- Абдерия. Область в Испании[18].
- Амфилохи. Город в стране каллаиков в Иберии . По преданию, там умер Амфилох[19].
- Анфемунт. (Антемунт.) Река, где Геракл убил Гериона[18].
- Гавань Менесфея. Там же оракул Менесфея. В Иберии[20].
- Гадира. (Гадейра.) См. Эритея.
- Гераклея. Город в Иберии. Согласно Тимосфену, древнее название Кальпы. Основан Гераклом[21]. Упоминается Сенекой[22].
- Геракла столпы. Воздвигнуты Гераклом[23]. Эфор сообщает, что на мысе в Иберии стоит храм Геракла. Артемидор опровергает его[24]. Святилище Геракла (то есть Мелькарта) было в Гадирах, там были бронзовые колонны[25]. Описание его подвигов было изображено на воротах храма в Гадесе[26]. Упоминаются также Геракловы столпы в Северном море (о. Гельголанд)[27].
- Иберия[28].
- Иберийские острова[29].
- Сикан. Реки в восточной Испании и близ Акраганта[30].
- Таг. Река в Иберии[31].
- Тартесс. Город[32]. Из него происходил Герион[33].
- Эритея (Гадейра). Остров[34]. По Стесихору[35], Евритион родился напротив Эрифии, где струится Тартесская река.

## Галлия
- Белен. Бог Аквилеи, отождествляемый с Аполлоном[36]. Бог из Норика[37]. Храм Аполлона Белена упоминается Авсонием[38].
- Бретан. Царь, отец Кельтины, возлюбленной Геракла[39].
- Галат (мифология).
- Эзус (Эз). Бог галлов, которому приносили человеческие жертвы[40]. Отождествлялся с Марсом.
- Кельт (мифология).
- Келтина (Кельтина, англ.[англ.]) Дочь Бретана. Влюбилась в Геракла и спрятала коров Гериона, которых он гнал. Геракл сошёлся с ней, и она родила сына Кельта[41].
- Лерон. Герой. Его храм на острове Лероне около Массилии[42].
- Огмий. Имя Геракла на языке кельтов[43].
- Пис. Сын Аполлона Гиперборейского, царь кельтов, от него Писа в Этрурии[44].
- Стрикс. «Крылатый упырь» из каледонской земли[45].
- Таранис. Кельтский бог[46]. Отождествлялся с Юпитером.
- Тевтат[47]. Бог галлов, которому приносили человеческие жертвы[40]. Отождествлялся с Меркурием.

Топонимы:
- Геркиний. Утес в стране кельтов[48]. Или в земле свевов[49]. См. Кринагор. Эпиграмма 29 Пейдж. Геркинский лес у Тацита[50], Страбона и Цезаря.
- Кельты. Племя[51].
- Рен. Река[52].
- Родан. Река[53].

## Лигурия
- Деркин. Сын Посейдона, брат Иалебиона. Из Лигурии. Пытался отобрать у Геракла коров, но убит им[18].
- Иалебион. (Ялебион./Алебион.) Сын Посейдона. Из Лигурии. Пытался отобрать у Геракла коров, но тот убил его[18].
- Кикн (сын Сфенела).
- Кинир. Вождь лигурийцев, пришёл на помощь Энею[54].
- Купавон. Лигуриец, сын Кикна. Пришёл на помощь Энею[55].
- Лигий. Брат Алебиона. Препятствовал Гераклу идти за быками Гериона и убит им[56]. От него названа область Лигистида.
- Монек. Эпитет Геракла у лигуров, есть святилище[57]. «Монековы скалы»[58]. Ныне Монако.
- Сфенел[59]. Отец лигурийца Кикна[60].
- Эридан.

Топонимы:
- Лигии. Племя[51].
- Лигурия. Страна[18] Геракл победил лигуров с помощью камней, которые Зевс сбросил с неба[61].
- Пад. Река[62].
- Эридан. Река. Позднее называлась Пад[63]. В неё упал Фаэтон[64].

## Корсика
- Кирн. Сын Геракла, его именем назван остров[65].
- Корса. Лигурийка, поплыла на лодке за быком, отделившимся от стада, и указала дорогу на остров другим лигурийцам[66].
- Корсика. По схолиям Евстафия к Дионисию Периэгету 459, kors — древесная крона[67].

По Варрону, Форк был царем Корсики и Сардинии.

## Сардиния
- Калликарп. «прекрасноплодный». Сын Аристея, родился на Сардинии[68].
- Норак. Сын Гермеса и Эрифии (дочери Гериона). Ибер. Во главе отряда прибыл на Сардинию и построил город Нора (первый город на острове)[15].
- Сард.
- Сардо. Переселилась на Сардинию из Сард с мужем Тирреном[69].
- Харм. Сын Аристея, родился на Сардинии[68].
- Сардиния. Остров[70]. Народ шардана упомянут в египетских надписях[71]. Толосы на Сардинии появляются ок.1500, с нач.XII в. — резкое увеличения числа нурагов[72].
- Сардинское море[51].
- Тирс. Река на Сардинии (Павсаний).

См. также:
- Аристей.
- Иолай.
- Талос (витязь).
- Феспиады.

## Острова
- Астиох. Сын Эола и Кианы. Царь Липары[73].
- Диор. Согласно поэме Филета, сын Эола, женился на сестре Полимеле[74].
- Калипсо.
- Канака.
- Киана. Дочь Липара, жена Эола, царица Липары[75].
- Кирка (мифология).
- Клитий. Сын Эола. en:Clytius
- Кратеида. (Кратейя.) Морская нимфа, мать Скиллы[76]. Мать чудовища Скиллы[77]. Либо река Кратеид, отец Скиллы[78].
- Липар.
- Макарей[79]. Сын Эола. Влюблен в свою сестру Канаку. Покончил с собой[80].
- Мемалий. Отец Гефеста, жившего у Сицилии[81].
- Навсиной. Сын Одиссея и Калипсо[82].Nausinous[англ.]
- Навсифой[83] Сын Одиссея и Калипсо[82], либо Одиссея и Кирки[84].
- Полимела[85]. Согласно поэме Филета, дочь Эола с острова Мелигуниды (Липары). Влюбилась в Одиссея и возлегла с ним. Затем выдана замуж за своего брата Диора[86].
- Эол.

Топонимы и термины:
- Гимнесии. Острова, заселены беотийцами после Троянской войны[87].
- Липара. Остров, там найдена микенская керамика[88].
- Мелигунис. Прежнее название острова Гефеста, Липары[89].
- Моли. Трава[90]. Согласно Птолемею Гефестиону, выросла из крови гиганта, убитого Гелиосом и Киркой на её острове. Феофраст[91] отождествлял её с сортом чеснока.
- Огигия.
- Сицилийское море[92].
- Эолия. Остров Эола[93].
- Эоловы острова. Отождествлялись с Липарскими[94].
- Эфалия. Название современного о. Эльба.
- Ээя. См. статью.

## Венеты
- Генед. Царь, прибыл из Иллирийского залива. Основал Генетию, которую потомки назвали Венецией[95].
- Венеты. Народ. Его часто упоминают авторы трагедий[96]. Одетые в чёрное, оплакивают Фаэтона[97].

## Атлантида
- Автохтон. Шестой из десяти царей Атлантиды, сын Посейдона и Клито[98].
- Азаэс. «знойный» Девятый из десяти царей Атлантиды, сын Посейдона и Клито[98].
- Амферей. «круглый» Третий из десяти царей Атлантиды, сын Посейдона и Клито[99].
- Атлант. Старший из десяти царей Атлантиды, сын Посейдона и Клито[100].
- Гадир. Имя второго из десяти царей Атлантиды на местном наречии[99]. См. Евмел.
- Диапреп. «великолепный». Десятый из десяти царей Атлантиды, сын Посейдона и Клито[98].
- Евемон. Четвёртый из десяти царей Атлантиды, сын Посейдона и Клито[99].
- Евенор. (Эвенор.) Первый царь Атлантиды, порожденный Геей[101].
- Евмел. Второй из десяти царей Атлантиды, сын Посейдона и Клито[99].
- Клито. (Клейто.) Из Атлантиды. Дочь Евенора и Левкиппы. Родила от Посейдона десять сыновей[101]. Храм Клито и Посейдона находился в акрополе[102].
- Левкиппа. Жена Евенора, царя Атлантиды[101].
- Местор. Восьмой из десяти царей Атлантиды, сын Посейдона и Клито[98].
- Мнесей. Пятый из десяти царей Атлантиды, сын Посейдона и Клито[98].
- Эласипп. Седьмой из десяти царей Атлантиды, сын Посейдона и Клито[98].
- Атлантида[103]
- Сатириды. Острова в Атлантическом океане, где живут рыжие обезьяны[104].